# Лема Джонсона — Лінденштрауса
Лема Джонсона — Лінденштрауса (англ. Johnson–Lindenstrauss lemma) твердить, що набір точок у багатовимірному просторі може бути вбудований у простір значно меншого виміру таким чином, що відстані між точками збережуться майже без викривлень. Відповідні проєкції можуть бути ортогональними. Лема названа на честь Вільяма Б. Джонсона та Джорама Лінденштрауса.
Лема є основою алгоритмів стиснення зображень, машинного навчання. Значна частина даних, що зберігаються та обробляються на комп'ютерах, зокрема текст і зображення, може бути представлена у вигляді точок у просторі, однак основні алгоритми роботи з такими даними, як правило, швидко втрачають продуктивність по мірі збільшення розмірності. Тому бажано зменшити розмірність даних таким чином, щоб зберегти відповідну структуру. Лема Джонсона — Лінденштрауса — класичний результат у цій сфері.

## Формулювання
Нехай {\displaystyle 0<\varepsilon <1}.
Тоді для любої множини {\displaystyle X} из {\displaystyle n} точок в {\displaystyle \mathbb {R} ^{N}} і  {\displaystyle m>{\tfrac {8\cdot \ln n}{\varepsilon ^{2}}}} існує лінійне відображення {\displaystyle f:\mathbb {R} ^{N}\rightarrow \mathbb {R} ^{m}} таке, що
{\displaystyle (1-\varepsilon )\cdot \|u-v\|^{2}\leq \|f(u)-f(v)\|^{2}\leq (1+\varepsilon )\cdot \|u-v\|^{2}}
для усіх {\displaystyle u,v\in X}.
Випадкова ортогональна проєкція {\displaystyle f} на {\displaystyle m}-вимірний підпростір задовольняє вимозі.
Один з доказів леми заснований на властивості концентрації міри.

## Про доведення
Одне з доведень ґрунується на властивості концентрації міри.

## Альтернативне формулювання
Спорідненою лемою є лема Джонсона — Лінденштрауса про розподіл. Ця дистрибутивна лема стверджує, що для любого 0 < ε, δ < 1/2 і позитивного цілого числа d існує розподіл Rk × d, з якого вилучається матриця A так, що для k = O(ε−2log(1/δ)) і для любого вектора одиничної довжини x ∈ Rd справедливе твердження
{\displaystyle P(|\Vert Ax\Vert _{2}^{2}-1|>\varepsilon )<\delta }
Відповідні матриці A отримали назву матриць Джонсона — Лінденштрауса (англ. JL matrices).
По суті, дана лема характеризує точність апроксимації матричною проєкцією багатовимірного розподілу.
Зв'язок дистрибутивної версії леми з її еквівалентом можливо отримати, якщо задати {\displaystyle x=(u-v)/\|u-v\|_{2}} і {\displaystyle \delta <1/n^{2}} для якоїсь пари u,v в X.

## Швидке перетворення Джонсона— Лінденштрауса
Можливість отримання проєкцій меншої розмірності є дуже важливим результатом зазначених лем, однак необхідно, щоб такі проєкції можна було отримати за мінімальний час. Операція множення матриці A на вектор x, що фігурує в дистрибутивній лемі, займає час O(kd). Тому були проведені дослідження щодо отримання розподілів, для яких матрично-векторний добуток може бути обчислено швидше, ніж за час O(kd).
Зокрема, Ейлоном  і Бернаром Шазелем  в 2006 р. було запропоновано швидке перетворення Джонсона — Лінденштрауса (ШПДЛ), яке дозволило виконати матрично-векторний добуток за час {\displaystyle d\log d+k^{2+\gamma }} для любої константи {\displaystyle \gamma >0}.
Особливий випадок становлять тензорні випадкові проєкції, для яких вектор одиничної довжини x має тензорну структуру, і JL-матриці A можуть бути виражені через торцевий добуток кількох матриць з однаковою кількістю незалежних рядків.

## Тензорні проєкції багатовимірних просторів
Для представлення тензорних проєкцій, що використовуються в ШПДЛ в багатовимірному випадку, у вигляді комбінації двох JL-матриць, може бути використано торцевий добуток (англ. face-splitting product), запропонований в 1996 р. Слюсарем В. І..
Розглянемо дві JL-матриці проєкцій багатовимірного простору: {\displaystyle {C}\in \mathbb {R} ^{3\times 3}} и {\displaystyle {D}\in \mathbb {R} ^{3\times 3}}.
Їх торцевий добуток {\displaystyle {C}\bullet {D}} має вид:
{\displaystyle {C}\bullet {D}=\left[{\begin{array}{c }{C}_{1}\otimes {D}_{1}\\\hline {C}_{2}\otimes {D}_{2}\\\hline {C}_{3}\otimes {D}_{3}\\\end{array}}\right].}
JL-матриці, що визначені у такий спосіб, мають менше випадкових біт і можуть швидко перемножуватися на вектори тензорної структури завдяки тотожності:
{\displaystyle (\mathbf {C} \bullet \mathbf {D} )(x\otimes y)=\mathbf {C} x\circ \mathbf {D} y=\left[{\begin{array}{c }(\mathbf {C} x)_{1}(\mathbf {D} y)_{1}\\(\mathbf {C} x)_{2}(\mathbf {D} y)_{2}\\\vdots \end{array}}\right]},
де {\displaystyle \circ } — поелементний добуток Адамара.
Перехід від матриці A до торцевого добутку дозволяє оперувати матрицями меншого розміру. У цьому контексті ідея торцевого добутку була використана в 2010 для вирішення завдання диференційної приватності (англ. differential privacy). Крім того, аналогічні обчислення були задіяні для ефективної реалізації ядрових методів машинного навчання та в інших алгоритмах лінійної алгебри.
В 2020 р. було показано, що для створення проєкцій малої розмірності в торцевому добутку досить використовувати будь-які матриці з випадковими незалежними рядками, однак більш сильні гарантії досягнення малих спотворень проєкцій багатовимірних просторів можуть бути досягнуті за допомогою дійсних гаусових матриць Джонсона-Лінденштрауса.
Якщо матриці {\displaystyle C_{1},C_{2},\dots ,C_{c}} є незалежними {\displaystyle \pm 1} або гаусовими матрицями, то комбінована матриця {\displaystyle C_{1}\bullet \dots \bullet C_{c}} задовольняє лемі Джонсона-Лінденштрауса про розподіл, якщо кількість строк становить не менше
{\displaystyle O(\epsilon ^{-2}\log 1/\delta +\epsilon ^{-1}({\tfrac {1}{c}}\log 1/\delta )^{c})}.
Для великих {\displaystyle \epsilon } дистрибутивна лема Джонсона-Лінденштрауса виконується строго, при цьому нижня границя величини викривлень апроксимації має експоненціальну залежність
{\displaystyle (\log 1/\delta )^{c}}.
Пропонуються альтернативні конструкції JL-матриць, щоб обійти це обмеження.